# Emanuele Canonica
Emanuele Canonica (n. 7 de enero de 1971) es un jugador profesional de golf italiano.
Canonica estableció un nuevo récord en 2009 de drive más largo sobre asfalto, logrado sobre la pista del aeropuerto de Castellón, en el Castelló Masters Costa de Azahar. Además de él, tres golfistas más completaron este concurso: el español Sergio García, el sueco Johan Edfors y el poseedor del anterior récord, Paul Slater.
Después de tres golpes de prácticas, cada jugador dispuso de seis intentos para batir el récord de Slater. En la primera bola, Slater no contabilizó al enviarla fuera de la pista. La mejor marca en este primer intento de Canonica fue de 672 metros, la de Edfors 581 y la de Sergio García 627.
En la segunda y última bola, Slater alcanzó 642 metros, Johan Edfors repitió con el mismo resultado que antes, Sergio García logró 640 metros y Canonica llegó a rodar la bola por la pista del aeropuerto hasta alcanzar los 827 metros, lo cual superó el registro que ostentaba Slater, con los 808 metros conseguidos dos años antes, en 2007, en el London City Airport.